# Định lý Đào (conic)

Trường hợp điểm D nằm trên đường thẳng đối cực của P

Định lý Đào (conic) là một định lý trong lĩnh vực hình học phẳng, nói về sự tồn tại của một đường thẳng trong cấu trúc hình học liên quan đến đường conic và cực và đường thẳng đối cực. Định lý Đào có thể suy biến thành một trong nhiều định lý nổi tiếng trước đó gồm: đường thẳng Droz-Farny, định lý Goormaghtigh, định lý Đào (hẹp), định lý Zaslavsky, định lý Colling, định lý Carnot, vấn đề Bliss, định lý Nixon 

## Nội dung định lý

Trường hợp điểm nằm trên đường conic

Cho đường conic (S) và điểm {\displaystyle P} trên mặt phẳng, ba đường thẳng qua {\displaystyle P} cắt đường conic lần lượt tại các điểm {\displaystyle A,A'}; {\displaystyle B,B'}; {\displaystyle C,C'}. Cho {\displaystyle D} là một điểm nằm trên đường thẳng đối cực của {\displaystyle P} hoặc trên đường conic (S) thì {\displaystyle DA',DB',DC'} lần lượt cắt ba cạnh {\displaystyle BC,CA,AB} tại ba điểm {\displaystyle A_{0},B_{0},C_{0}} thẳng hàng. Hơn thế bốn điểm {\displaystyle A_{0},B_{0},C_{0},P} thẳng hàng khi và chỉ khi {\displaystyle D} nằm trên đường conic (S).
Trong trường hợp điểm {\displaystyle D} nằm trên đường conic {\displaystyle (S)}. Gọi {\displaystyle AP} cắt {\displaystyle BC} tại {\displaystyle P_{a}}. Gọi đường thẳng đi qua {\displaystyle D} và song song với {\displaystyle AP} cắt {\displaystyle BC} tại {\displaystyle D_{a}}. Gọi {\displaystyle D'_{a}} là điểm trên đường thẳng {\displaystyle DD_{a}} sao cho {\displaystyle {\frac {\overline {DD_{a}}}{\overline {DD'_{a}}}}={\frac {\overline {A'P_{a}}}{\overline {A'P}}}}. Định nghĩa các điểm {\displaystyle D'_{b},D'_{c}} một cách tương tự. Khi đó bảy điểm {\displaystyle A_{0},B_{0},} {\displaystyle C_{0},D'_{a}}, {\displaystyle D'_{b},D'_{c},P} thẳng hàng.

## Lịch sử
Định lý này được phát hiện và chứng minh bởi nhiều người, cụ thể như sau:
- Trường hợp điểm D nằm trên đường thẳng cực của điểm P do Đào Thanh Oai phát hiện được đăng tại Advanced Plane Geometry Message 1307 năm 2014[9] và được chứng minh trong bài báo của Nguyễn Ngọc Giang.[1] Một trường hợp đặc biệt của trường hợp này là điểm P nằm trên đường thẳng đối cực và nằm tại vô cùng được Đào Thanh Oai đề xuất tại Advanced Plane Geometry Message 1271 năm 2014.[10] Điều này được chứng minh trong một bài báo của Trần Hoàng Sơn.[11]. Một bài báo của tác giả Nguyễn Minh Hà xác nhận rằng trường hợp riêng này cũng được Trần Quang Hùng tìm ra độc lập.[12]
- Trường hợp điểm D nằm trên đường conic được Đào Thanh Oai phát biểu chứng minh vào tháng 6 năm 2013 trên Cut-The-Knot[7] và diễn đàn toán học phổ thông "Art of Problem Solving"[2]. Bài báo của Nguyễn Ngọc Giang cũng đề cập đến trường hợp này nhưng không chứng minh. Trong trường hợp này định lý cũng được giáo sư Geoff Smith đăng trên tạp chí the Mathematical Gazette và ông đã xác nhận sự phát hiện lặp lại của mình với Đào Thanh Oai.[6] Trường hợp đường conic là đường tròn phần đảo được nêu trước đó rất lâu bởi Paul Aubert và Joseph Neuberg.[13]